# Угон A320 на Мальту
Угон A320 на Мальту — угон самолёта, произошедший в пятницу 23 декабря 2016 года. Airbus A320-214 ливийской государственной авиакомпании Afriqiyah Airways, выполнявший внутренний рейс из Сабхи в Триполи, был угнан двумя вооруженными террористами, после чего совершил вынужденную посадку в международном аэропорту Мальты. На момент угона на борту находилось 7 членов экипажа, а также 111 пассажиров: 82 мужчины, 28 женщин и один младенец. После непродолжительных переговоров угонщики освободили всех заложников и сдались мальтийским властям.

## Самолёт
Airbus A320-214 (регистрационный номер 5A-ONB, серийный 3236) был выпущен в 2007 году. Первый полёт совершил 29 августа того же года.

## Угон
Самолет с семью членами экипажа и 111 пассажирами на борту вылетел из международного аэропорта Сабха в 08:10 по местному времени и должен был приземлиться в Триполи в 09:20. По сообщению мальтийского государственного телевидения, двое угонщиков захватили борт, угрожая взорвать его ручными гранатами. Один угонщик заявил, что он «сторонник Каддафи» и что он освободит всех пассажиров, но не экипаж, если его неизвестные требования будут выполнены. Пилоты пытались приземлиться в Ливии, но угонщики запретили им это делать. Самолет был вынужден приземлиться в международном аэропорту Мальты в 11:32 по местному времени. Двигатели самолета всё ещё работали после того, как он был окружен мальтийскими военными. Сообщается, что один угонщик появился у двери самолета, размахивая большим зелёным флагом, похожим на ливийский флаг, использовавшийся во времена Каддафи. Затем он опустил флаг и вернулся внутрь.

## Переговоры
Переговорные группы были приведены в состояние готовности, а в аэропорт прибыли мальтийские военные. После приземления угонщики освободили не менее 25 пассажиров, и начали переговоры об освобождении остальных. После освобождения всех пассажиров и экипажа угонщики Суха Мусса и Ахмед Али, сдались мальтийским властям и были взяты под стражу. Впоследствии выяснилось, что оружие, которым они угрожали экипажу, было муляжами.

## Последствия
2 декабря 2020 года Суха Мусса был приговорен к 25 годам тюремного заключения и штрафу в 9990 евро. Он признал себя виновным по всем предъявленным ему обвинениям.

## Фильм
В день угона аэропорт Мальты использовался для съёмок сцен для фильма «Операция „Шаровая молния“», повествующего об угоне в 1976 году рейса 139 Air France и операции «Энтеббе», в результате которой было освобождено большинство пассажиров и погиб заложник. Сцены освобождения реальных заложников из самолета «Afriqiyah» были сняты, отредактированы и вставлены в фильм, а продюсер Мелвин Ротерберг назвал это событие «благословением с небес в день плохой игры». Некоторые из пассажиров впоследствии участвовали в фильме в качестве массовки.